# Heliophanus abditus
Heliophanus abditus är en spindelart som beskrevs av Wesolowska 1986. Heliophanus abditus ingår i släktet Heliophanus och familjen hoppspindlar. Inga underarter finns listade i Catalogue of Life.